# Spider Webb
Spider Webb, ameriški dirkač Formule 1, * 8. oktober 1910, Joplin, Misuri, ZDA, † 27. januar 1990, McMinnville, Oregon, ZDA.
Spider Webb je pokojni ameriški dirkač, ki je med leti 1948 in 1954 šestkrat sodeloval na ameriški dirki Indianapolis 500, ki je med letoma 1950 in 1960 štela tudi za prvenstvo Formule 1. Najboljši rezultat je dosegel na dirki leta 1953, ko je zasedel devetnajsto mesto. Umrl je leta 1990.